# Hrachik Javakhyan
Hrachik Javakhyan (n. 6 iulie 1984, Kirovakan, Republica Sovietică Socialistă Armeană) este un boxer ce a reprezentat Armenia, medaliat olimpic. A participat la o ediție a Jocurilor Olimpice (2008) în care a câștigat o medalie de bronz.

## Participări
Lista de mai jos prezintă principalele competiții la care a participat Hrachik Javakhyan de-a lungul carierei.
- boxing at the 2008 Summer Olympics – lightweight[*]